# Dom Esterki w Krakowie
Dom Esterki – zabytkowa kamienica znajdująca się w Krakowie, w dzielnicy I przy ul. Krakowskiej 46, na rogu z ul. Trynitarską, na Kazimierzu. 
Pierwotnie znajdowała się w południowej pierzei dawnego Rynku Kazimierskiego, którego niewielkim fragmentem jest obecny Plac Wolnica.
Domy mieszkalne w obrębie rynku nie są wyjątkiem, podobne znajdowały się na Rynku Głównym w Krakowie (czy "domki budnicze" na Starym Rynku w Poznaniu). Dom Esterki jest jedynym takim zachowanym domem mieszkalnym, który pierwotnie stał przy rynku Kazimierza (domem powstałym z połączenia dwóch mniejszych). Najstarsza część piwnic tego pierwotnie gotyckiego budynku pochodzi z XIV wieku, następnie niemal co stulecie budynek był przebudowywany (ostatni raz w 1876, zaś swój obecny wygląd zawdzięcza głównie przebudowom dokonanym na przełomie XVIII/XIX w.). Do dzisiejszego dnia zachowały się fragmenty kamieniarki gotyckiej z ok. 1430 roku i nieco późniejszej (z przełomu XIV i XV wieku). W końcu XVIII wieku wykonano stropy drewniane i z tego też okresu pochodzi bogata polichromia ścian oraz rozety sufitowe. W XVI wieku dom należał do architekta i budowniczego działającego na dworze króla polskiego Zygmunta Starego oraz rajcy kazimierskiego Bartolomea Berecciego, a następnie do jego córki Anny. Budynek nakryty jest obecnie rzadko już spotykanym, klasycystycznym dachem łamanym (tzw. krakowskim).
Nazwa budynku nawiązuje do legendy o Esterce, żydowskiej oblubienicy króla Kazimierza Wielkiego. Jej imię nosi także kilka innych miejsc w Krakowie: Ulica Estery, Kopiec Esterki i kamieniczka, która do 1932 stała u zbiegu pl. Szczepańskiego i ulicy Reformackiej.
Od czasu gruntownej renowacji, mającej miejsce w latach 1978-1985, w Domu Esterki mieści się filia pobliskiego Muzeum Etnograficznego. Wcześniej, w latach 50. i 60., działał tu bar kawowy "Esterka".